# South Gull Lake
South Gull Lake – jednostka osadnicza w Stanach Zjednoczonych, w stanie Michigan, w hrabstwie Kalamazoo.